# Chiesa delle Sante Olga ed Elisabetta
La chiesa delle Sante Olga ed Elisabetta (già chiesa di Santa Elisabetta d'Ungheria) è una chiesa neogotica della Chiesa greco-cattolica ucraina a Leopoli, in piazza Kropyvnyc'kyj (vicino alla stazione centrale). La chiesa fu costruita in memoria della popolare imperatrice Elisabetta di Baviera, detta Sissi, la moglie dell'imperatore Francesco Giuseppe I d'Austria-Ungheria.
Attualmente, la sua altezza è di 88 metri, ed è il più alto edificio della città

## Storia
Nell'ultima metà del XIX secolo, le vie di comunicazione, in particolare il trasporto ferroviario, iniziarono a svilupparsi molto intensamente in Europa. Nella parte occidentale di Leopoli fu costruito un deposito ferroviario con infrastrutture e l'area circostante iniziò ad essere edificata con case e appartamenti per ferrovieri, le cosiddette "koliïvkj".
Il luogo di costruzione è stato scelto per essere piazza Solarnyj, su entrambi i lati di via Horodoc'ka. La scelta è stata fatta in modo che l'edificio della chiesa bloccasse la vista della cattedrale greco-cattolica di San Giorgio dalla stazione principale e ricordasse a tutti coloro che arrivano a Leopoli in treno che gli ucraini vivono qui. Fu costruita una chiesa a spese dei ferrovieri per la loro parrocchia. Si è tenuto un concorso di progetto, al quale hanno preso parte 19 partecipanti, tra i quali il progetto all'insegna del motto "Trio" realizzato dal professore dell'Istituto Politecnico di Leopoli Teodor Talowski (1857-1910) è stato riconosciuto come il migliore, un famoso architetto del suo tempo, laureato ai politecnici di Vienna e Leopoli , allievo dell'architetto di Leopoli Julian Zacharevyč. Durante il processo di progettazione, l'edificio della chiesa è stato incorporato nell'insieme architettonico già esistente. Architetti e costruttori hanno preso la decisione di costruire una futura chiesa nelle tradizioni dell'architettura gotica.
La costruzione della chiesa iniziò il 25 settembre 1904, sotto la guida dell'ingegnere Karol Richtman per la posa delle fondamenta, la chiesa fu costruita in memoria della popolare imperatrice Elisabetta di Baviera (Asburgo), detta Sissi, moglie l'imperatore Austria-Ungheria Francesco Giuseppe I. 10 settembre 1898, l'imperatrice sessantenne viene ferita al cuore con un coltello affilato da un giovane anarchico Luigi Luceni. L'attacco è avvenuto durante una passeggiata lungo l'argine del lago di Ginevra, dove l'imperatrice doveva salire a bordo di un piroscafo Genève, che salpò per la città di Montreux. Ignara della gravità della ferita, l'imperatrice si sedette sul piroscafo e, sanguinante, morì.
L'assassino sperava di uccidere il principe della casa reale di Orléans, ma non riuscì a trovarlo, così decise invece di uccidere Elisabetta. Dopo aver commesso il crimine, Luceni disse: "Volevo uccidere qualcuno della famiglia reale, quindi non mi importava quale".
Durante la sua ultima visita a Leopoli il 13 settembre 1903, Francesco Giuseppe I, 73 anni, prese parte alla posa della prima pietra della chiesa. Quindi l'imperatore si stava recando alle manovre della cavalleria imperiale-reale nelle vicinanze di Komarno. In questo modo hanno voluto coinvolgere Francesco Giuseppe in questo progetto, utilizzando i suoi fondi.

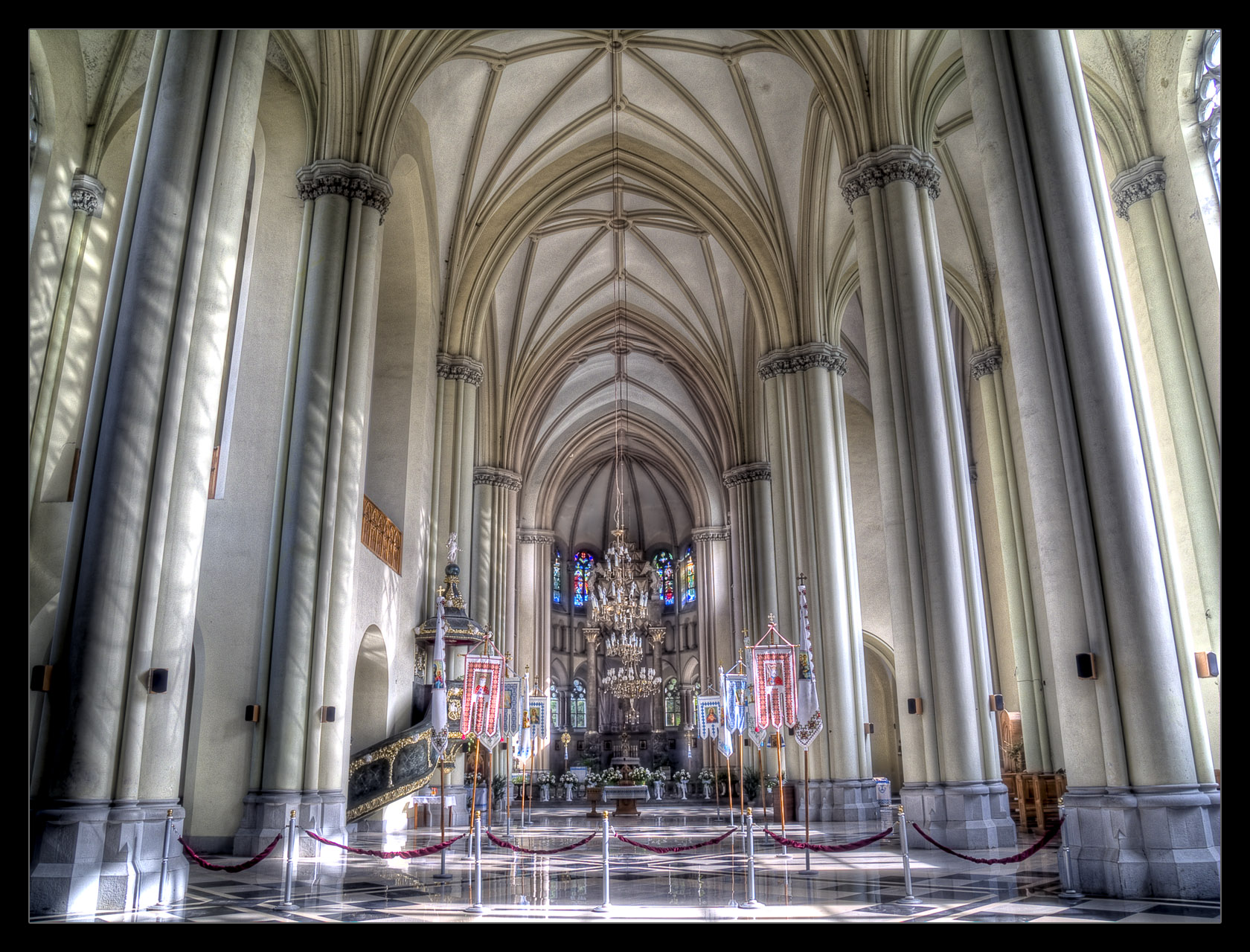
Interni

Sant'Olga di Kiev fu una principessa e poi regina del principato di Kiev, un regno slavo orientale che esisteva nell'attuale Ucraina. Si convertì al cristianesimo nel 957 e fu battezzata a Costantinopoli dall'imperatore bizantino Costantino VII. Divenne poi una fervente cristiana e promosse la diffusione della fede cristiana tra i suoi sudditi.
All'inizio della Prima guerra mondiale il governo austro-ungarico confiscò le campane delle chiese per scopi militari.
Durante la guerra ucraino-polacca del 1918-1919 la chiesa è stata danneggiata dall'artiglieria ucraina. Sulla parete c'è un monumento "Ex obsidione ruthenorum" ("Dall'assedio ucraino del 6 e 9 marzo 1919 ").
Nel 1926 è stato installato uno dei più grandi organi della Polonia, prodotto dalla famosa ditta polacca dei fratelli Dominic e Vaclav Bernacki.
Nel 1939 nei primi giorni della seconda guerra mondiale, durante i bombardamenti di Leopoli, una bomba aerea esplose nei pressi della chiesa, danneggiandone la guglia e le mura.
Nel 1946 la chiesa è stata chiusa, i resti delle canne dell'organo sono stati scaricati nel coro. Poiché le autorità della RSS ucraina non si curavano degli edifici religiosi e anzi contribuivano alla loro distruzione, nella chiesa regnarono disordini fino agli anni '70, quando l'edificio fu messo in deposito. Nel 1991 la chiesa fu consegnata alla comunità greco-cattolica e consacrata come chiesa delle sante Olga ed Elisabetta.
L'interno della chiesa è semplice e modesto: pareti bianche, alcuni elementi decorativi di colore rosso scuro, luce soffusa attraverso le vetrate colorate.
Nel 2013 è stata installata l'illuminazione esterna della chiesa.
Nel 2016 un gruppo di artisti del vetro colorato (Jurij Pavel'čuk, Oleksandr Lyčko) ha installato nella chiesa la prima iconostasi in vetro colorato in Ucraina.